# Паклени отоци
Паклени отоци или Паклински отоци су средњедалматински архипелаг ког чине двадесетак острва, острваца и хриди, у Републици Хрватској. Налази се уз југозападну обалу острва Хвар и пред улазом у луку истоименог града Хвара. Име су добили по паклини — врсти борове смоле, која се користила у бродоградњи, као заштитни премаз за дрвене бродове и чамце.
Острва су изграђена од кречњака кредне старости. Пружају се паралелно са рељефним структурама на острву Хвар, од којег су одвојена Пакленим каналом. Иако се на Светом Клементу, највећем острву архипелага, налазе три насеља: Момића Поље, Влака и Палмижана, она немају административни статус насеља јер нису стално насељена. Од 1972. године архипелаг је под заштитом државе у категорији значајног пејзажа. На острвима се налази неколико археолошких локалитета, од којих су неки из римског доба. У околној акваторији, налази се неколико олупина потонулих бродова. У ували Палмижана на Светом Клементу налази се истоимена АЦИ марина.

## Име
Име архипелага је настало у оквиру говора становника Хвара, који припада чакавском нарјечју хрватског језика, тј. његовој југоисточној варијанти. У свакодневном говору становници града Хвара острва називају Шкоји, док ће се ријетко чути име Паклени отоци. Име су добили према паклини — врсти борове смоле, која се скувана користила у бродоградњи за премазивање, тј. заштиту дрвених бродова и чамаца. Паклина се у хварском говору назива пакол и исто као и штокавска ријеч пакао потиче од старословенске ријечи пьклъ што значи смола. Из ријечи пакол је изведен придјевски топономастик на наставак -ен, на који је придодано и значење инфернум којим се представља горућа смола у паклу. У новије вријеме је дошло до појаве да се умјесто облика Паклени отоци користи облик Паклини отоци, односно Паклински отоци и то првенствено у туристичким публикацијама, што се према Ковачићу (2008) чини с намјером показивања етимолошке освијештености. Већина топонима који се могу наћи на архипелагу долази из хрватског језика, но има и оних романског или византијског поријекла.

## Положај
Паклени отоци се налазе у хрватском дијелу Јадранског мора, уз југозападну обалу средњедалматинског острва Хвар. Протежу се правцем запад—исток између 16°18’36’’ и 16°27’12’’ источне географске дужине. Најзападнија тачка архипелага се налази на острвцету Вели Водњак, а најисточнија тачка на острвцету Покоњи Дол. Правцем сјевер—југ протежу се између 43°10’37’’ и 43°08’41’’ сјеверне географске ширине. Најсјевернија тачка архипелага се налази на рту Мочигузица на острву Свети Клемент, док се најјужнија тачка налази на острвцету Стамбедар. Простирање архипелага правцем запад—исток износи 8‘ 36“, тј. 3 km, а правцем сјевер—југ 1‘ 56“, тј. 1,1 km.

## Острва и хриди

### Острва
Острва су поређана по величини (од највећег до најмањег):
- Свети Клемент
- Маринковац
- Добри оток
- Вели Водњак
- Свети Јеролим
- Боровац
- Планиковац
- Паржањ
- Травна
- Стамбедар
- Боровац
- Гојца
- Влака
- Мали Водњак
- Покоњи Дол
- Галишник

### Хриди
- Хрид Карбун
- Хрид Баба
- Хрид Ленгва

## Геологија
Паклени отоци се пружају правцем запад—исток паралелно с рељефним структурама на острву Хвар. Настали су као дио сусједног динарског копна, а свој данашњи изглед су добили крајем посљедњег леденог доба, када се ниво мора подигао за око 100 m. Тада су потапањем удолина између рељефних узвишења настали морски канали — Паклени канал између Хвара и архипелага, остали морски пролази, као и бројне увале на острву Свети Клемент. Непотопљена рељефна узвишења су у исто вријеме постала острва. Према томе, и геолошка грађа Паклених отока је једнака грађи Хвара. Грађени су од добро услојених и масивних кречњака, кредне старости. Кречњаци Паклених отока, као и острва Шчедро изграђују антиклиналу с крилима благог пада.
Шири простор архипелага је сеизмички врло активан, као посљедица изражених тектонских покрета, а сама острва се налазе у подручју сеизмичности 8. степена по Меркалијевој скали.

## Географија

### Рељеф
На западном крају архипелага најзападније је 44 m високо острвце Вели Водњак, уз чији се сјеверозападни руб налази острвце Мали Водњак. Сјеверно од њих се налази хрид Карбун. Између Велог Водњака и највећег острва архипелага — Светог Клемента налазе се острвца Травна, Паржањ и Боровац. Нешто сјеверније од Паржања налази се хрид Ленгава.
Острво Свети Клемент има врло разуђену обалу: са површином од 5,27 km², дужина обалске линије му износи 29,891 km.
На западном дијелу острва налази се највиши врх архипелага, 94 m висока Вела глава око које се налази шест увала.
Између острва Боровац и Маргињег рата на западној страни Светог Клемента се налази увала Старо Палило, док се на сјеверној страни између, Маргињег рата и рта Мочигузице, налазе двије увале Вели и Мали Заглав. Према истоку до рта Чарњане се налази увала Чарњени бок. С јужне стране, између Бибићег ражња и Воденог рата се налазе двије увале — Студени бок и увала Окорија на чијем се крају налази насеље Момића поље. У средишњем дијелу острва, гдје је оно најуже налази се насеље Влака. Са сјеверне стране насеља налази се истоимена увала и острвце. Сјевероисточно од насеља између острвца Влака и рта Чарњане се налазе увале Велика и Мала Колудерица, док се сјеверозападније од насеља налазе Петров бок, Мала Дубока увала и Велика Дубока увала. С јужне стране, између Воденог рата и рта Ковач се налази Паклена увала. Источно од рта Ковач се налази западни улаз у луку Солине, којом се с југа може прићи насељу Влака.
Сама лука Солине је 51 m високим острвцем Добри оток заштићена од вјетрова који дувају из јужног квадранта, па је погодно сидриште за бродове. Између Доброг отока и рта Стражица се налази увала Белунићи, која се сужава у уски пролаз, који је с јужне стране везује с луком Солине. Главица, 80 m високи врх и други по висини врх архипелага се налази источније од насеља Влака. Јужно од врха се налази увала Таршће, коју с истока затвара истоимени рт, источно од којег се налази увала Стари стени. На источном крају острва се налази насеље Палмижана. Сјеверније од насеља се налази истоимена лука, као и мања увала Плаников бок, која је западније. На улазу у луку Палмижана, који се налази између ртова Баба и Изметиште се налази хрид Баба, која је видљива за осеке. С јужне стране насеља се налази увала Виноградишће. Југоисточно од увале се налазе хриди Плочице и 30 m високо острвце Стамбедар, док је источно од ње увала Перна.
Источно од рта Изметиште, на око 0,45 km удаљености налази се острвце Гојца. Јужније од њега, између острва Свети Клемент и, другог по величини острвцета архипелага, Маринковца налазе се острвца Боровац и Планиковац. На сјеверној страни 47 m високог Маринковца налази се мања увала Товар, док се на јужној обали налази Стипанска увала. Боровац је уским морским пролазом — Велим Ждрилом одвојен од Светог Клемента. Дубина мора у пролазу с његове сјеверне стране износи 23 m, док је на јужном крају његова дубина само 7 m. Од Планиковца, Боровац је одвојен Малим Ждрилом, гдје је дубина мора само 1,3 m. Пролаз Ждрилице га дијели од Маринковца. Дубина мора на његовом сјеверном дијелу износи 28 m, у средишњем само 7, а на јужном крају 17 m.
Источно од Маринковца налазе се 22 m високо острвце Свети Јеролим и острвца Галишник, који се налази пред самим градом Хваром, и Покоњи Дол. Од острва Хвара цијели је архипелаг одвојен Пакленим каналом, којим је, као и међу самим острвима, отежана и опасна пловидба услијед јаких морских струја (посебно при дувању југа), као и бројних хриди и гребена.

### Клима
Према Кепеновој класификацији климата Паклени отоци се налазе на подручју умјерено-топле климе (тип C), односно њеног подтипа средоземне климе с жарким љетима (Csa), где је средња температура најтоплијег мјесеца у години већа од 22 °C. На острвима је најтоплији мјесец август, а најхладнији мјесец јануар. Острва се налазе у подручју с најдужом инсолацијом на Јадранском мору па је град Хвар мјесто с најдужом инсолацијом у Хрватској с 2718 сати годишње. Острва у просјеку дневно имају више од 7 сунчаних сати. Средња максимална температура у августу износи око 24,9 °C, а средња минимална у јануару око 8,9 °C. Просјечна годишња температура износи око 16,5 °C, а релативна влажност ваздуха око 67%, с тиме да је најмања у јулу, а највећа у децембру. Дуготрајне падавине и температуре испод 0 °C су врло ријетке, па тако снијег падне једном у 20 година. Режим падавина је медитерански са зимским максимумом (новембар и децембар) и летњим минимумом (јул и август), па су честе летње суше. Свеукупно, острва током године приме до 800 mm падавина. Најучесталији су вјетрови који дувају из правца сјеверозападног, сјеверног, сјевероисточног, источног и југоисточног квадранта.

### Хидрографија
Острва, као дио динарског краса, граде пропусне кречњачке стијене, те на њима нема сталних водотокова. На рту Пелегрин, најзападнијој тачки острва Хвар, Институт за океанографију и рибарство из Сплита има мјерну станицу 8 — Пелегрин. Просјечна температура мора износи 12 °C, док је љетна 24 °C. Термоклин се јавља у топлијем дијелу године и налази се на дубини 14—30 m, док се у хладнијем дијелу године јавља изотермија. Море око архипелага, као на готово цијелој источној обали Јадранског мора има олиготрофна својства. Код морских струја, доминирају оне из правца југоистока.

### Живи свијет
Вегетацијски покров острва већим дијелом чине медитеранска макија чесмине, мирте, пелина и смрче, а мањим дијелом ниска шума алепског бора и нешто пољопривредних култура. Шуме на Пакленим острвима су према Просторном плану уређења Града Хвара означене као шуме посебне намјене чија је функција рекреацијска. На острвима расте и вријесак и рузмарин, затим кадуља, камилица, мајчина душица, коморач, ловор, као и друге ароматичне медитеранске биљке.
Фауна Паклених отока се у битним цртама не разликује од фауне острва Хвар, осим што је сиромашнија врстама. Па се на њима могу наћи пужеви, пауци, инсекти (правокрилци, вилини коњици, тврдокрилци, осе, мрави, шкорпије), гмизавци као што су главата морска корњача, гуштери и змије, затим птице, које се дијеле на станарице попут галебова, гнијездарице селице, зимовалице и пролазнице. На острвцу Покоњи Дол у наслагама туронских кречњака могу се наћи примјерци фосилне фауне.
У подморју Паклених отока живе горгоније, те остали карактеристични становници подморја Јадранског мора — цвјетница Posidonia oceanica, црвене и зелене алге, затим морске маховине, многочекињасти црви, сунђери, као што су Aplysina aerophoba (сумпорача), Spongia officinalis (прави морски сунђер) и Hippospongiae comunis (коњски сунђер). Затим морски јежеви, морски краставци, морске змијуљице из скупине бодљокожаца, ракови, као што су Scyllarus arctus и Scyllarides latus (кука), пужеви, као и бројне врсте шкољака и риба — Spicara flexuosa (гира оштруља), Trisopterus minutus (уготица), Spicara smaris (гира облица), Pagellus erythrinus (арбуна) и срделе, те главоношци — сипа и хоботнице. Од морских сисара у широј акваторији острва могуће је наћи доброг делфина (Tursiops truncatus), док га је некад настањивала и средоземна медвједица (Monachus monachus).
У јесен 2000. године у подморју острвцета Маринковац пронађена је инвазивна алга Caulerpa racemosa, која спада у тропске врсте зелених морских алги и која густим обрастањем дна и стварањем аноксичних услова уништава аутохтоне морске заједнице, драстично мијењајући биолошку и еколошку разноврсност. Пронађено станиште алге покушало се уништити комбинованим прекривањем кречњаком и пластичним фолијама, чиме је уништено око 90% насеља. Предвиђања да ће, након механичког чишћења и уз ниске температуре мора, алга у потпуности нестати нису се показала тачнима, јер су преостали бројни ситни, оку невидљиви, комадићи из којих се алга проширила на 1 km обалне линије на дубини од 3 до 40 m.
- Aplysina aerophoba
- Scyllarus arctus
- Scyllarides latus
- Spicara flexuosa
- Pagellus erythrinus

## Историја
Најранију људску присутност на острвима свједоче гомиле, којих је неколико на острву Свети Клемент и које указују да је острво било погребно мјесто. Једна се налази на Велој глави, четири су источно од насеља Момића поље, једна с југозападне стране врха Главица, док су три западно од насеља Палмижана.
Када су се Римљани половином 2. вијека п. н. е. сукобили с илирским племенима, посебно Далматима за стратешке и логистичке потребе су, осим лука на острву Хвар, користили и луке на острву Шћедро, као и на Пакленим отоцима. Поред насеља Влака у ували Солине налазе се остаци римског ладањског посједа, тј. villae rusticae с остацима мозаика, који је украшавао дно базена. Остаци римске архитектуре пронађени су и у ували Окорија. Јужно од хриди Баба на сјеверној страни острва Свети Клемент, евидентирано је хидроархеолошко налазиште Палмижана, на којем су пронађени остаци античког брода из доба Римског царства, који је превозио више од 10.000 комада керамичког посуђа, док је на Маринковцу евидентирано налазиште с већом концентрацијом керамике, и могућим остатком римске архитектуре. Острвце Маринковац је некада носио назив по светом Стефану (хрв. Stjepan), но нису пронађени остаци сакралног објекта који би био њему посвећен. Од 16. вијека, тачније 1539. доминиканци су на Светом Клементу имали хоспициј. На острвцу Свети Јеролим, који се некада налазио у посједу фрањевачког реда се налазила мала црква која је нестала пред крај 15. вијека. Током средњег вијека на острвцу, се вадила со и напасала стока.
Од објеката под заштитом на острвима се налазе три. У насељу Влака се налази црква светог Клемента из 16. вијека. Црква је обновљена у знак сјећања на Вишку битку из 1866. и на потонуће аустроугарске фрегате Радецки (Radetzky) које се догодило 1869. Друга два су свјетионик Покоњи Дол, на истоименом острвцу и батерија Галишник, коју су на улазу у хварску луку, након повлачења Француза из Илирских провинција, саградили Аустријанци 1836. године.

## Демографија
На острву Свети Клемент се налазе три насеља: Момића Поље, Влака и Палмижана, која немају сталних становника, па према томе у Закону о подручјима жупанија, градова и опћина у Републици Хрватској нису уведена у списак насеља Републике Хрватске. Крајем 19. вијека у насељу Влака је живјело око 70 становника. Насеља су данас насељена тек сезонски љети.

## Економија и саобраћај
Само име архипелага говори о најранијим дјелатностима које су се вршиле на острвима — бродоградњи и искориштавању богатства околног мора. На њима постоји и неколико мањих обрадивих површина, на којима се у историји узгајало жито. Данас се људска дјелатност на острвима, која су постала једна од хварских излетишта, базира на искориштавању њихове природне љепоте у туристичке сврхе. Палмижана је најстарије и најпознатије хварско излетиште, са чије се сјеверне стране у истоименој ували, на острву Свети Клемент налази АЦИ марина Палмижана капацитета 160 везова. У Палмижани се налази неколико ресторана и пансиона. Остала излетишта су Ждрилица, острвце Свети Јеролим и Стипанска увала на Маринковцу, од којих су посљедња два нудистичка купалишта. Сва су опремљена ресторанима и до њих возе редовни такси-бродови из града Хвара. У насељу Влака се задње недјеље у јулу одржава пучка светковина посвећена заштитнику отока светом Клементу. У насељу се такође налази неколико ресторана.
Осим наутичког и нудистичког, Паклени отоци су и средиште ронилачког туризма. Једна од занимљивијих локација за роњење је Сика од Водњака, источно од острвца Вели Водњак, која се састоји од неколико уских окомитих хридина. Међу њима је најупечатљивија хридина Кампел или Кампанел која се вертикално уздиже с дубине од око 46 m, на дубину од 15 m испод нивоа мора. Остале ронилачке дестинације су подморје Стамбедара и Велика Гашка гдје се на дубини од 5 m, налази 30 m дугачка подморска пећина.
Поред Палмижане је изграђен хелидром, један од два на подручју Града Хвара. Сигурност пловидбе око Паклених отока регулисана је с неколико свјетионика, који се налазе на рту Клобук, на острвцу Вели Водњак, Светом Јеролиму, Покоњем Долу и Галишнику, као и на хриди Баба пред улазом у АЦИ марину Памижана.
| Свјетионик    | Сигнал | Домет   | Година градње |
| ------------- | ------ | ------- | ------------- |
| Вели Водњак   |        | 9 миља  | —             |
| Покоњи Дол    | [ 38 ] | 10 миља | 1872.         |
| Галишник      |        | —       | —             |
| Свети Јеролим | —      | —       | —             |
| Баба          | [ 10 ] | 4 миље  | —             |

## Заштићени споменик природе
Према Закону о заштити природе Републике Хрватске Паклени отоци су заштићени споменик природе у категорији значајног пејзажа, тј. заштићеног крајолика, којим управља Жупанијска јавна установа за господарење заштићеним дијеловима природе. Острва су, према одлуци Сабора СР Хрватске под заштитом од 1972. године.
Упркос томе што се архипелаг налази под заштитом, наглашен је проблем нелегалне градње на острвима, гдје се у увалама граде поједини или чак скупине објеката. Иако се проблем нелегалне градње јавља у мањој мјери него на копну, с обзиром на осјетљивост простора његове се вриједности нарушавају.